# Adolf Streng
Adolf Voldemar Streng, född 9 maj 1852 i Räisälä, död 22 augusti 1933 i Helsingfors, var en finländsk skolman.
Streng var son till pastor Erik Volmar Streng och Rosa Karolina Starck. Han blev student 1868, filosofie kandidat 1873 och disputerade för filosofie licentiatgraden 1886. Han undervisade 1875–1986 i språk vid finskspråkiga läroverk i Helsingfors och Viborg och blev 1887 lektor och 1891 överlärare i latin och grekiska vid finska normallyceet i Helsingfors. Han var rektor för normallyceet 1891–1908.
Streng utgav bland annat en mycket anlitad latinsk språklära och en latinsk-finsk ordbok, vars fjärde upplaga utkom 1992. Han erhöll professors titel 1907.